# 尹航
尹 航（いん はん、Hang Hubert Yin、1976年7月5日 - ）は、コロラド大学ボルダー校教授（化学）。
ケミカルバイオロジーと創薬化学の研究において様々な賞を受賞。研究領域は生物、化学、工学など多岐にわたり、特にタンパク質構造に基づく薬剤設計、シグナル伝達、生物工学、膜たんぱく質のコンピューターシミュレーションに力を入れている。 尹グループは、モルヒネがリンパ球抗原96に結合し、それがToll様受容体4（TLR4）に結合し炎症反応を引き起こすことを発見した。モルヒネによって活性化されたTLR4は、オピオイドによる鎮痛作用を弱め、薬物耐性、中毒、薬物乱用や、呼吸抑制などの様々な副作用を引き起こす。尹グループは、オピオイドを基にした疼痛処理療法を改善する薬剤候補を開発している。

## Notes
- University of Colorado Cancer Center
- C&EN
- CU Art and Science Magazine
- Publications by Hang Hubert Yin